# Гербурти

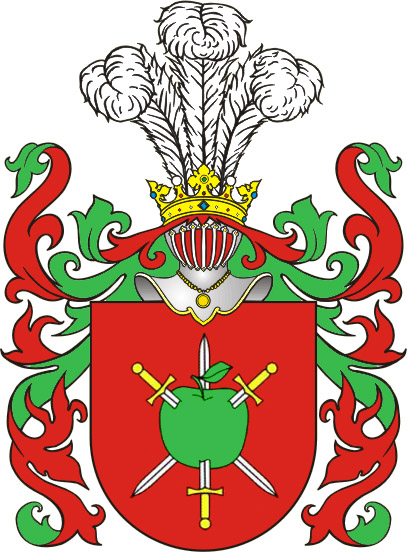
Родовий герб Гербуртів

Ге́рбурти (пол. Herburtowie) — стародавній шляхетський рід , відомий з 1241 року. Першими Гербуртами, які перебралися з Нижньої Саксонії через Моравію до Польщі, були Вацлав, Фрідріх і Миколай Гербурти. Від князя Владислава Опольчика вони отримали поселення у Перемиському повіті, зокрема, Добромиль, поблизу якого збудували замок Фульштин (Фельштин). Деякі представники роду жили на Поділлі. Відомі своїм містобудівництвом.

## Представники роду Гербуртів
- Герборд (нім. Drost Herbrod von Fülme) — празький канонік, надвірний писар короля Вацлава 1249 р.
- N — писар оломоуцького єпископа Бруно фон Шауенбург 1243 р.
- N — може, син попереднього, стольник оломоуцького єпископа Бруно фон Шауенбург (1249—1288), від якого 1255-го отримав кілька сіл та половину замку Фулленштайн, мав 3 сини
  - Ян
  - Герборд, підкоморій (коморник) моравський 1288
  - Теодорик (Екрік), 1275-го набув другу половину замку Фулленштайн[2]

## Галицькі Гербурти
- Герборд[2] Павч (Павеза) з Городович (Herbord Pawcz z Grodowicz, 1373—бл.1400[3]), за Адамом Бонецьким, мав синів Миклаша (Miklasz), Фридруса (Frydrus), Герборда (Herbord)[2]
  - Миколай (Миклаш)[4] Гербуртович[2] (?—не раніше 1447[5]) — підписувався «з Фельштина» (його сини також), від 1423 отримав від короля Ягайла Колпець (Kołpiec) у Дрогобицькому повіті, 1436 продав Хлиплі[2], ловчий львівський (1436) та перемиський (1437—1447)[4], підписав берестейський мир[2], сини (згідно запису Перемиських земських книг 1462 року) поділили спадок[6]; дружина — Ельжбета[2]
    - Ян, підписувався «з Городовичів і Хирова»[7], після поділу з братами спадку отримав села Глибока (Głęboka), Букова, війтівство у Сусідовичах, Павлово, Станіно, пів'села П'ятниця[6]
    - Якуб, підписувався «з Чаплі і Колпця», разом з братом Яном 1446 заставили Ляшки (Laski), його удова Гелена 1468 постійно «з Колпця»
    - Герборд (або Миклаш, ?—не раніше 1503), підписувався «з Лозова», іноді — «з Хирова», самбірський войський 1484; дружина — Дорота, 1467 зробила запис для чоловіка[7]
    - Зофія, дружина Мартина з Загутина в 1442
    - Малгожата, дружина Миколи Куроша 1446
    - Катажина, дружина Олександра з Губичів 1446
    - N, дружина Івана (Яна) Ясенського[2]

  - Фридрус (Фридерик) Гербуртович (?—до 1445) — 1436 набув дім у Львові, дружина — Гелена з Однова (Віднева)
    - Ян, дружина (1453) сяніцька хорунжанка Зузанна зі Збоїськ
      - Пйотр, підписувався «Одновський чи Фельштинський з Фельштина», у 1511 будучи бецьким старостою, став львівським підкоморієм, 1521 взяв у заставу Сандецьке староство; 1488 був одружений з львівською підчашанкою Беатою Романовською
        - Миколай[7] (1482—1555), краківський воєвода, львівський староста[8]
        - Ельжбета, дружина Якуба з Панева (Паньова), Анджея Бажого
        - Катажина, дружина Миколи Чурила
        - Анна, дружина люблінського воєводи Яна Олесницького з Бохотниці (Bochotnica)[7]

      - Катажина, дружина Яна Куликівського
      - Барбара, дружина Якуба Клюса з Вижнян, правдоподібно, вдруге вийшла за Яна Журавинського, втретє за Станіслава Рея з Нагловиць

    - Якуб (1460—1498[9]) (помер до 1494[10]) — підписувався з братом з «Віднева чи Фельштина»[7] (також був дідичем Руданців, також так підписувався), галицький войський[10], 1464 разом з братом Яном отримали Нове Село (Nowesioło)[7], дружина — Анна Влодкович (Яричівська[9]) з Княгиничів, може, його другим сином був Ян, дідич Кукезова (?—до 1556)[10]
      - Фридерик (?—1519)[9], дружина Анна з Олеська (Олеська, 1511—1531), дочка Пйотра Олеського та його дружини Катажини Бучацької,[11], яка привнесла йому маєтності в Олеську та Підкамені як посаг
        - Ельжбета — дружина: 1) берестейського старости Івана (Яна) Ілінича[9] (удова з 1536); 2) Яна Радзивілла (1515—1561), крайчого литовського, тикоцинського старости[12], шлюб бл. 1547 року[13]
        - Ян Фредруш[9]; 1531 року за погодженням з ним, уже повнолітнім, матір стала опікункою його молодших неповнолітніх братів Кшиштофа і Станіслава[10]
        - Кшиштоф
        - Станіслав Фредруш[9].

    - Ядвіга, дружина львівського войського (у 1460) Пйотра Фаля з Пелнятичів (Pełniatycze[14])[7]

  - Герборд[2] (Гербурт[3], бл. 1390 — після 1469[джерело?]) з Фельштина і Прилбичів (підписувався також «з Брухналя»}), перемиський хорунжий 1437
    - Миклаш (Миколай) — перемиський стольник 1480, дружина Анна з Дідилова
      - Анджей, підписувався «з Дідилова і Добромиля», студент Краківського університету 1477, львівський поборця, войський самбірський 1504[10], львівський 1520
        - Ян з Добромиля[15] (з Фульштина, дідич Нізинця (Низинця) та Брухналя)[16], самбірський войський 1515, війт Перемишля 1531 (через кілька місяців поміняв на самбірське Дершняка), перемиський підкоморій 1538, 1518 отримав дозвіл короля щодо надання прав міста Брухналю; дружина Ядвіга Хватувна (Chwatówna)
          - Станіслав[15] (до 1524—1584), львівський каштелян, самбірський староста, дружина (перед 13 січня 1557) Катажина, дочка медицького войського Анджея Бажого
            - Пйотр Ян (бл. 1550—1586 чи 1588) — навчався в Інґольштадті, 1574 р. був у Римі, де ним опікувався Станіслав Гоз'юш; 1580 р. отримав у Моґунції ступінь філософський, 1581 р. був у Парижі; не брав активної участі в політичному житті, у грудні 1584 р. не хотів бути послом на сейм від сеймику у Вишні (переконували прихильники канцлера, також Зборовського), знав кілька мов
            - Еразм — навчався у Кракові (1580 р.), Інгольштадті 1581 р., Діллінґені 1582
              - Еразм Войцех — улюбленець Яна Щасного Гербурта, якому віддав у безплатну оренду Фельштин, Глибоке, Сусідовичі, що викликало протест опікунів

            - Станіслав — навчався з братом Еразмом, у дідичному Добромилі заклав друкарню; був одружений з каштелянкою равською Тшцінською, яку по його смерті 1601 р. прогнав з маєтків добромильських спадкоємець Ян Шасний
            - Анна Катажина — 1571 вийшла за белзького воєводу Павела Уханського (братанок примаса Якуба Уханьського)
            - Дорота — дружина: земського галицького судді Яна Сенявського (невістка гетьмана великого коронного Миколая Сенявського[17]); коронного підчашого Анджея Зебжидовського
            - Катажина, чоловік — Миколай Язловецький[18]

          - Валенти (1524—1572[19]) — перемишльський єпископ РКЦ
          - Марцін (не жив 1551), королівський придворний[15]
          - Ян (після 1524—1577), правник, дружина — Катерина Дрогойовська[20], дочка Христофора[21] сестра Івана-Томаша[джерело?]. Шлюб — 1553. Відомі діти:
            - Кшиштоф — помер дитиною 1558 року
            - Ян Щасний (1567—1616[22]) — політичний і літературний діяч, дипломат, староста вишенський, мостиський; власник міста Добромиля і Добромильського замку, дружина — княжна Єлизавета Заславська[23]
              - Ян Лев (1631) — син Яна Щасного Гербурта[24]
              - Александра — дружина Самуеля Конецпольського
              - Катерина[23]

            - Шимон Каспер — латинський канонік краківський, познанський
            - Ядвіга
            - Ельжбета[20] — дружина галицького каштеляна Станіслава Лянцкороньського[25]
            - Барбара[20]

          - Миколай (після 1524—1593) — галицький і перемиський каштелян
            - Войцех, підписувався як «зі Збоїськ»[26]

          - Барбара (†1579[джерело?]), 1-й чоловік — маршалок великий коронний, краківський воєвода Пйотр Кміта, 2-й — Анджей Ґурка, каштелян мендзижецький[16], староста яворівський[джерело?]

      - Ян, студент Краківського університету 1486
      - Миколай (?—не раніше 1558[27]), підписувався «з Дідилова»[10], 1505-го Шаравський подав у відставку з посади кам'янецького каштеляна на його користь, однак король її не прийняв, кам'янецький войський 1513, набув Бердехів 1501[28], 1518 отримав право на проведення ярмарків у дідичному місті Кудринці (Kudyrnice); дружина Ельжбета Ходоровська, удова
        - Ян (Дідилівський) (?—1553) — барський староста (див. Подільські Гербурти)
        - Марцін (?-1570) — кам'янецький войський, барський староста 1553[27], стрийко Миколая[29] дружина Катажина Кротоська (Krotoska)
          - Миколай — львівський хорунжий 1578, галицький підкоморій 1582
          - Ельжбета — дружина Станіслава Лянцкоронського
          - Зофія — дружина Яна Дульського

        - Анна, дружина Станіслава Чурила[27]

      - Анна
      - N, др. Яна Пуківського

    - Ян, не мав потомства
    - Зебжид (Северин) з Добромиля, Брухналя[10], Фельштина (?1453-1497) — львівський хорунжий з 1477[30]
      - Барбара, дружина Яна Сенявського чи Березівського, або з Вовкова, потім Владислава Яричовського
      - Станіслав — студ Краківського ун-ту 1488
      - Северин (Зебжид) — львівський канонік 1511
      - Ян «з Брухналя», перемиський земський суддя 1507, дружина Анна Фредро, дідич села Міженець (Mieżyniec)
        - Ян (?—бл.1570[31]), белзький каштелян 1564, дружини Анна Домбровська, Зофія Магерувна[32]
          - Ян — дідич Веремина, Модерівка у 1590
          - Валентій[33]
          - Войцех, дідич Збоїщ, дружина Анна Белжецька, з нею отримали у доживоття Prosiek (Руське воєводство), вже як удова засуджена до баніції
            - Каспер, дружина Софія Подолецька, дочка самбірського войського, дідичка Хишевичів, убила чоловіка після повернення додому з табору після тривалої відсутності
            - Анджей

          - Зофія
          - Малгожата

        - Валентій
        - Якуб (?—1549), дідич с. Міженець, дружини Єлизавета Чурило (дочка Миколая), Катажина Ваповська
          - Ян (бл.1540-по 1607[34]), син першої дружини, 1549 неповнолітній, 1587 львівський хорунжий,
          - Абрагам (син другої дружини), чоловік Софії Корнякт, дочки Костянтина Корнякта
          - Дорота, дружина коронного підчашого Анджея Зебжидовського (Міколая Зебжидовського[джерело?])
          - Регіна, дружина гетьмана Станіслава Жолкевського (обидві дочки другої)[33]

        - Анна, дружина[32] Ліпського, потім[35] Станіслава Замойського[32] (перша дружина Станіслава[36], матір канцлера Яна Замойського[35])
        - N, дружина Якуба Снопковського[32]
- Фридруш (Frydrusz), 1374-го разом з братом Гербордом отримав надання від князя Владислава Опольського[2]

Ольга Лащинська (Olga Łaszczyńska) вважала, що Фридруш Павч з Хлиплів і Фельштина (1374—1440), який 1374 отримав надання від князя Владислава Опольського, був:
- батьком Яна з Віднева (Однова, 1437—1487)[37] та Якуба (1460—1498)[38]
- дідом Пйотра (1485—1532, львівський підкоморій, староста бєцький та сандецький; дружина — Беатою з Романовських)[37] та Фридерика (?—1519, львівський хорунжий)[9] відповідно.

- Северин — за Несецьким, син Яна з Фульштина, дідича Нізинця (Низинця) та Брухналя, брат Валентія, Яна, Якуба, загинув під Обертином 1531[16]

## Подільські Гербурти
- Ян (Jan Herburt Dziedziłowski, ?—1553) — кам'янецький підкоморій (1540—1552[39]), барський староста (з 1552), дружина — Зофія Домбровська (Zofia Dąbrowska)
  - Миколай з Дідилова[32] (бл. 1544—1602[40]) — львівський хорунжий 1578, галицький підкоморій 1581, подільський[27] до 1589, руський воєвода; староста тлумацький, львівський. Засновник міста Фельштина (тепер с. Гвардійське) на Поділлі.
    - Ян з Фельштина[джерело?] (1568—1626[41]) — кам'янецький каштелян, староста скальський[42]
      - Миколай (?—1639) — кам'янецький каштелян з 1635, чоловік Анни Жолкевської, разом з якою 1629 отримав від своєї матері Констанції Уланівці (Ułanowce) з Барського староства
        - Констанція (Анна[джерело?]) — дружина польного коронного писаря Яна Сапіги
        - Зузанна — дружина Франциска Стадницького, Константія Ободенського[32].

      - Геронім — 1635 посідав Уланівці, чоловік Кристини Каліновської, швагро Калиновського Адама[43]
        - Гелена, дружина Константія Щавінського
        - Констанція (або Кристина), дружина Яна Стшижевського, Лукаша Казімежа Прусіновського[32]

      - Зофія — дружина Самуеля Коссовського
      - Анна Констанція — монахиня-норбертянка[44].

    - Миколай (?—наприкінці 1610) — ротмістр, 1600 р. брав участь у молдавській виправі, був придворним короля; 1601 р. став старостою тлумацьким (передав батько); 1609 р. був звільнений від обов'язку постання перед трибуналом як королівський ротмістр, товаришив С. Жолкєвському під час походу на Москву. Помер невдовзі після прибуття під Смоленськ.[45]

  - Ельжбета  (жила 26 жовтня 1596[46]) — дружина городельського старости (1574) Яна Пілецького[27], друга дружина підскарбія великого коронного Бальцера Станіславського.[47]

## Гербурти з невідомим родоводом

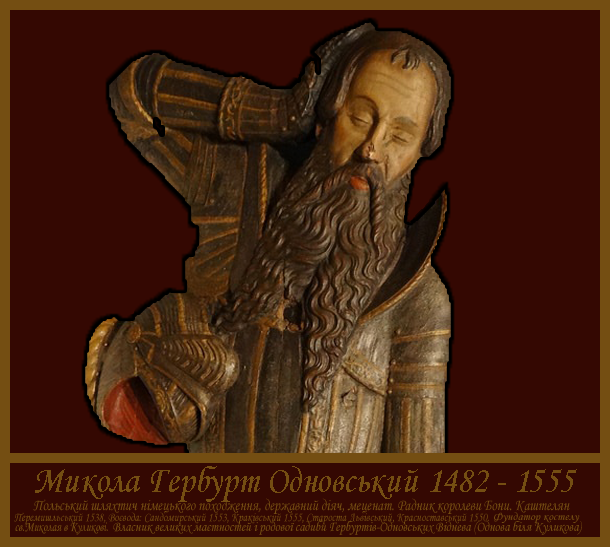
Миколай Гербурт Одновский

- Герборд (Herbord) — брат Миклаша, згаданий у львівських земських книгах 1432
- Миколай, разом з братом Зебжидом (Северином, за Несецьким — львівський хорунжий 1471) після поділу спадку з братом Яном (за Несецьким, усі — сини Миклаша) отримали, зокрема, поселення Добромиль, Прилбичі, Княжополе, Папоротне (Paprotno), Воля, Мужиловичі, Підлуби, Вербляни
- Єнджей, Клеменс, Францішек, Ян, Марцін — дідичі на Ляшках 1536 року[6]

## Шляхтянки з Гербуртів невстановленого походження
- Ганна з Гербуртів Збаразька — дружина князя Андрія Семеновича Збаразького[48][49]
- Анна Собеська з Гербуртів — прабаба короля Яна III Собєського,[50] дружина його діда Марека, за Несецьким, дочка Абрагама[51]
- Катажина Гербурт Одновська — перша дружина львівського хорунжого Яна Тарла (†1571/1572)[52]
- Констанція з Гербуртів Сапєга — дружина Миколая Леона Сапеги.[53]
- Зофія (бл. 1570—1631) — дружина опікуна Анни Острозької Яна Костки[54], Яна Чарнковського[55]
- Ядвіга — дружина Марціна Оссолінського (†1580)[56]

## Маєтності, посідання

#### Галичина
Городовичі, Хирів, Колпець, Прилбичі, Брухналь, Ляшки, Лозів, Чаплі, Віднів, Куликів, Руданці, Олесько, Підкамінь, Княгиничі, Кукезів, Миклашів, Букова тощо

#### Поділля
Дунаївці, Фельштин

## Вшанування
- Вулиця у Львові (тепер вулиця Глінки).[57]